# Giambattista Rubini
Giambattista Rubini, född 5 juni 1642 i Venedig, död 17 februari 1707 i Rom, var en italiensk kardinal och biskop.

## Biografi
Giambattista Rubini var son till Donato Rubini och Cristina Medici. Rubini studerade vid Paduas universitet, där han blev juris utriusque doktor.
Rubini var kardinalstatssekreterare från 1689 till 1691 och camerlengo från 1703 till 1704.
Påve Alexander VIII utsåg honom 1690 till kardinalpräst med San Lorenzo in Panisperna som titelkyrka. Rubini avslutade sin karriär som kardinalpräst av San Marco.
Kardinal Rubini är begravd i San Marco.